# Três Nações 2002
O Três Nações 2002 foi a VII edição do Torneio, a competição esportiva internacional anual de rugby entre a Austrália (Wallabies), Nova Zelândia (All Blacks) e a África do Sul (Springboks).
O torneio foi disputado entre os dias 13 de Julho e 17 de Agosto.
Os times se enfrantaram em jogos de ida e volta, vencedora foi a seleção neozelandesa os All Blacks (4º título), ganhando a Copa Bledisloe (contra a Austrália).

## Jogos
| 13 de Julho de 2002 |        |           |              |
| Nova Zelândia       | 12 - 6 | Austrália | Christchurch |
|                     |        |           | Christchurch |

| 20 de Julho de 2002 |         |               |            |
| Nova Zelândia       | 41 - 20 | África do Sul | Wellington |
|                     |         |               | Wellington |

| 27 de Julho de 2002 |         |               |          |
| Austrália           | 38 - 27 | África do Sul | Brisbane |
|                     |         |               | Brisbane |

| 3 de Agosto de 2002 |         |               |        |
| Austrália           | 16 - 14 | Nova Zelândia | Sydney |
|                     |         |               | Sydney |

| 10 de Agosto de 2002 |         |               |        |
| África do Sul        | 23 - 30 | Nova Zelândia | Durban |
|                      |         |               | Durban |

| 17 de Agosto de 2002 |         |           |             |
| África do Sul        | 33 - 31 | Austrália | Joanesburgo |
|                      |         |           | Joanesburgo |

## Classificação
| Seleção       | Vitórias | Empates | Derrotas | Pontos a favor | Pontos contra | Pontos +/- | Bonus | Pontos |
| ------------- | -------- | ------- | -------- | -------------- | ------------- | ---------- | ----- | ------ |
| Nova Zelândia | 3        | 0       | 1        | 97             | 65            | +32        | 3     | 15     |
| Austrália     | 2        | 0       | 2        | 91             | 86            | +5         | 3     | 11     |
| África do Sul | 1        | 0       | 3        | 103            | 140           | -37        | 3     | 7      |

Pontuação: Vitória=4, Empate=2, Derrota=0, Bônus para equipe que fizer 4 ou mais tries = + 1, Bônus para equipe que perder por 7 pontos ou menos = + 1.

## Campeã
| Três Nações 2002                              |
| --------------------------------------------- |
| Nova Zelândia (All Blacks) Campeã (4º título) |